# Mimetus parvulus
Espèce
Mimetus parvulus est une espèce d'araignées aranéomorphes de la famille des Mimetidae.

## Distribution
Cette espèce est endémique du Kerala en Inde,. Elle se rencontre dans le district d'Ernakulam.

## Description
La femelle holotype mesure 4,21 mm.

## Systématique et taxinomie
Cette espèce a été décrite par Sankaran, Sudhin et Sen en 2024.

## Publication originale
- Sudhin, Sankaran & Sen, 2024 : « Two new species and a new transfer in the pirate spider genus Mimetus Hentz, 1832 (Araneae: Mimetidae: Mimetinae) from India. » Zootaxa, no 5496(4), p. 555-566.